# Nicanor Zabaleta
Nicanor Zabaleta, född 7 januari 1907 i San Sebastián, död 1 april 1993 i San Juan, Puerto Rico, var en spansk harpist.